# Robert L. Mills
Robert Laurence Mills (15 abril 1927 – 27 octubre 1999) fou un físic especialitzant en teoria quàntica de camps, teoria d'aliatges, i teoria de N-cossos. El 1954 va proposar amb Chen Ning Yang, company seu al Brookhaven Laboratori Nacional, l'equació tensorial que porta el seu nom (teoria de Yang-Mills):
.{\displaystyle \partial _{\mu }F^{\mu \nu }+2\epsilon (b_{\mu }\times F^{\mu \nu })=J^{\nu }}
Aquesta equació es redueix a les equacions de Maxwell com a cas especial.

## Biografia
Mills va néixer a Englewood, Nova Jersey, i es va graduar a l'Escola George de Pennsilvània el 1944. Va estudiar a la Universitat de Colúmbia de 1944 a 1948, i va demostrar la seva habilitat matemàtica guanyant la competició matemàtica William Lowell Putnam el 1948. Va fer el màster a la Universitat Harvard, i el doctorat en física sota la direcció de Norman Kroll, a la Universitat de Colúmbia el 1955. Després d'un any a l'Institut d'Estudis Avançats de Princeton, Mills obté la plaça de catedràtic al departament de física d'Ohio State University el 1956, on va romandre fins a la seva jubilació el 1995.
Mills i Yang van compartir el Premi Premium Rumford de l'Acadèmia Americana de les Arts i Ciències el 1980 pel seu "desenvolupament d'una teoria de camps invariants de gauge generalitzada" el 1954.